# 1950年ノルディックスキー世界選手権
1950年ノルディックスキー世界選手権大会は1950年2月1日から2月6日までの6日間、アメリカ合衆国のレークプラシッドおよびラムフォードで開催されたノルディックスキーの世界選手権。同地では1932年レークプラシッドオリンピック以来の開催。
- 5種目（クロスカントリースキー3種目、ノルディック複合1種目、スキージャンプ1種目）が行われた。
- 第二次世界大戦後初めてのノルディックスキー世界選手権単独開催である（1948年はオリンピックと兼ねていたため）。またヨーロッパ以外では史上2度目の開催である。
- クロスカントリースキーは雪不足のためメイン州ラムフォードに場所を移して開催された。[1][2]

## 競技結果

### クロスカントリースキー

#### 男子18km
1950年2月3日
| 順位 | 国・地域     | 氏名                             | 記録          |
| ---- | ------------ | -------------------------------- | ------------- |
| 金   | スウェーデン | カール＝エリック・オーストローム | 1時間06分16秒 |
| 銀   | スウェーデン | エナール・ヨセフソン             | 1時間06分28秒 |
| 銅   | ノルウェー   | アルンリョット・ニオス           | 1時間07分07秒 |
| 4    | フィンランド | アウグスト・キウル               | 1時間07分08秒 |
| 5    | フィンランド | パーヴォ・ロンキラ               | 1時間07分15秒 |
| 6    | フィンランド | ヴィリョ・ヴェッロネン           | 1時間07分32秒 |
| 7    | ノルウェー   | ハラルド・モールトマン           | 1時間07分35秒 |
| 8    | スウェーデン | マルティン・ルンドストローム     | 1時間07分45秒 |
| 9    | スウェーデン | アンデルス・テルンクヴィスト     | 1時間07分56秒 |
| 10   | フィンランド | ヘイッキ・ハス                   | 1時間08分13秒 |

#### 男子50km
1950年2月5日
| 順位 | 国・地域     | 氏名                         | 記録          |
| ---- | ------------ | ---------------------------- | ------------- |
| 金   | スウェーデン | グンナル・エリクソン         | 2時間59分05秒 |
| 銀   | スウェーデン | エナール・ヨセフソン         | 3時間00分01秒 |
| 銅   | スウェーデン | ニルス・カールソン           | 3時間00分10秒 |
| 4    | スウェーデン | アンデルス・テルンクヴィスト | 3時間00分55秒 |
| 5    | ノルウェー   | ハラルド・モールトマン       | 3時間01分49秒 |
| 6    | フィンランド | ペッカ・ヴァンニネン         | 3時間02分15秒 |
| 7    | ノルウェー   | マグナル・エステンスタット   | 3時間04分19秒 |
| 8    | フィンランド | ペッカ・クヴァヤ             | 3時間06分20秒 |
| 9    | スウェーデン | マルティン・ルンドストローム | 3時間06分30秒 |
| 10   | スウェーデン | マルティン・カールソン       | 3時間06分53秒 |

#### 男子リレー
1950年2月6日
| 順位 | 国・地域       | 氏名                                                                                              | 記録          |
| ---- | -------------- | ------------------------------------------------------------------------------------------------- | ------------- |
| 金   | スウェーデン   | ニルス・テップ カール＝エリック・オーストローム マルティン・ルンドストローム エナール・ヨセフソン | 2時間39分59秒 |
| 銀   | フィンランド   | ヘイッキ・ハス ヴィリョ・ヴェッロネン パーヴォ・ロンキラ アウグスト・キウル                       | 2時間41分51秒 |
| 銅   | ノルウェー     | マルティン・ストッケン エイラート・ダール クリスティアン・ビョルン ヘンリー・ヘルマンソン         | 2時間47分19秒 |
| 4    | フランス       | マリウス・モーラ ジョルジュ・フォレスティ レネ・マンドリロン レノワ・カラーラ                     | 2時間56分35秒 |
| 5    | アメリカ合衆国 | シラス・ダンクリー ラルフ・タウンゼント ロイド・ホーケンソン ドン・ジョンソン                     | 3時間20分05秒 |
| 6    | カナダ         | クロード・リチャー ジャック・ワールバーグ アレック・アライン トム・デニー                         | 3時間23分28秒 |

### ノルディック複合

#### 個人 （K70/18km）
1950年2月1日、3日
| 順位 | 国・地域     | 氏名                             | 記録  |
| ---- | ------------ | -------------------------------- | ----- |
| 金   | フィンランド | ヘイッキ・ハス                   | 455.2 |
| 銀   | ノルウェー   | オットマール・ジェルムントハウグ | 452.0 |
| 銅   | ノルウェー   | シモン・スロットビーク           | 451.8 |
| 4    | ノルウェー   | ペール・サンネルート             | 448.0 |
| 5    | スウェーデン | スヴェン・イスラエルソン         | 447.6 |
| 6    | ノルウェー   | ヒェティル・メールダレン         | 442.9 |
| 7    | フィンランド | マルッティ・フータラ             | 441.1 |
| 8    | ノルウェー   | エラート・ダール                 | 436.7 |
| 9    | スウェーデン | クラス・ハラルドソン             | 429.7 |
| 10   | ノルウェー   | ペール・ジェルテン               | 427.7 |

### スキージャンプ

#### 個人
1950年2月1日
| 順位 | 国・地域       | 氏名                           | 記録  |
| ---- | -------------- | ------------------------------ | ----- |
| 金   | ノルウェー     | ハンス・ビョルンスタット       | 220.4 |
| 銀   | スウェーデン   | トゥーレ・リンドグレーン       | 214.4 |
| 銅   | ノルウェー     | アルンフィン・ベルクマン       | 213.5 |
| 4    | ノルウェー     | クリスティアン・モーン         | 212.4 |
| 5    | ノルウェー     | トールビョルン・ファルカンゲル | 211.9 |
| 6    | アメリカ合衆国 | アーント・デブリン             | 211.0 |
| 7    | ノルウェー     | ペッテル・フークステット       | 210.1 |
| 8    | ノルウェー     | ゲオルク・テラネ               | 207.9 |
| 9    | フィンランド   | マッティ・ピエティカイネン     | 207.7 |
| 10   | ノルウェー     | ヴィダル・リンベ＝ハンセン     | 206.2 |

## 国別獲得メダル数
| 順 | 国・地域     | 金 | 銀 | 銅 | 計 |
| -- | ------------ | -- | -- | -- | -- |
| 1  | スウェーデン | 3  | 3  | 1  | 7  |
| 2  | ノルウェー   | 1  | 1  | 4  | 6  |
| 3  | フィンランド | 1  | 1  | 0  | 2  |